# Г'юм (Нью-Йорк)
Г'юм (англ. Hume) — місто (англ. town) в США, в окрузі Аллегені штату Нью-Йорк. Населення — 2073 особи (2020).

## Демографія
Згідно з переписом 2010 року, у місті мешкала 2071 особа в 783 домогосподарствах у складі 535 родин. Було 984 помешкання
Расовий склад населення:
| - 98,5 % — білих - 0,7 % — корінних американців - 0,2 % — чорних або афроамериканців |

До двох чи більше рас належало 0,5 %. Частка іспаномовних становила 0,9 % від усіх жителів.
За віковим діапазоном населення розподілялося таким чином: 29,2 % — особи молодші 18 років, 56,2 % — особи у віці 18—64 років, 14,6 % — особи у віці 65 років та старші. Медіана віку мешканця становила 35,5 року. На 100 осіб жіночої статі у місті припадало 100,7 чоловіків;  на 100 жінок у віці від 18 років та старших — 92,9 чоловіків також старших 18 років.
Середній дохід на одне домашнє господарство  становив 45 628 доларів США (медіана — 36 964), а середній дохід на одну сім'ю — 52 327 доларів (медіана — 40 568). Медіана доходів становила 40 565 доларів для чоловіків та 32 096 доларів для жінок. За межею бідності перебувало 23,6 % осіб, у тому числі 35,8 % дітей у віці до 18 років та 13,9 % осіб у віці 65 років та старших.
Цивільне працевлаштоване населення становило 858 осіб. Основні галузі зайнятості: освіта, охорона здоров'я та соціальна допомога — 26,1 %, роздрібна торгівля — 10,5 %, науковці, спеціалісти, менеджери — 9,1 %, виробництво — 9,1 %.